# Vyšná Boca
Vyšná Boca (bis 1927 slowakisch auch „Kráľovská Boca“; deutsch Oberbotza, ungarisch Királyboca und zeitweise Felsőboca) ist eine Gemeinde im Norden der Slowakei mit 93 Einwohnern (Stand 31. Dezember 2024), die zum Okres Liptovský Mikuláš, einem Teil des Žilinský kraj, gehört und zur traditionellen Landschaft Liptau gezählt wird.

## Geographie

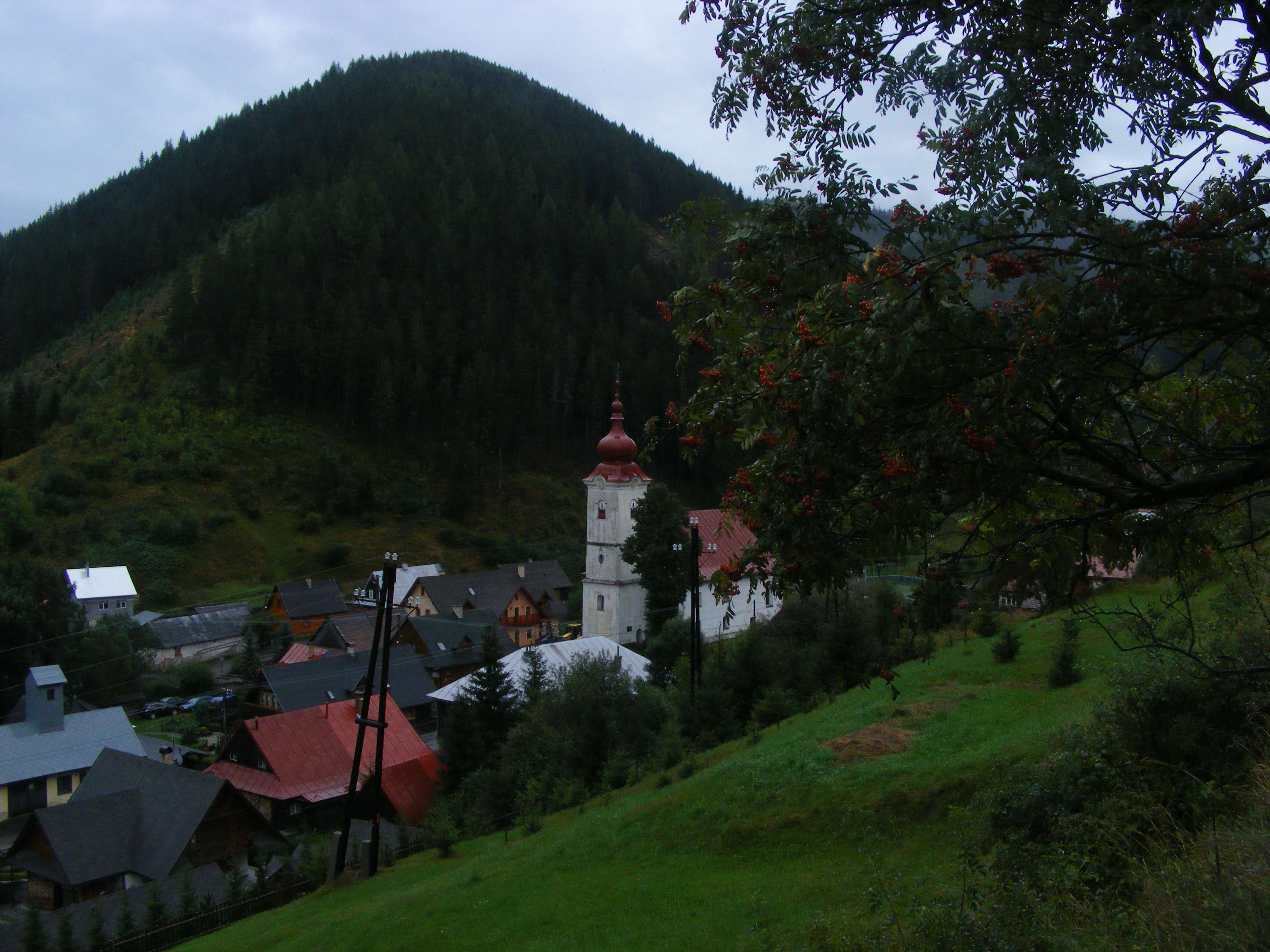
Vyšná Boca

Die Gemeinde befindet sich in der Niederen Tatra am Flüsschen Boca nördlich des Sattels Čertovica. Das Ortszentrum liegt auf einer Höhe von 950 m n.m. und ist 19 Kilometer von Liptovský Hrádok sowie 29 Kilometer von Liptovský Mikuláš entfernt.
Nachbargemeinden sind Vyšná Boca im Norden und Osten, Jarabá im Süden und Liptovský Ján im Westen.

## Geschichte

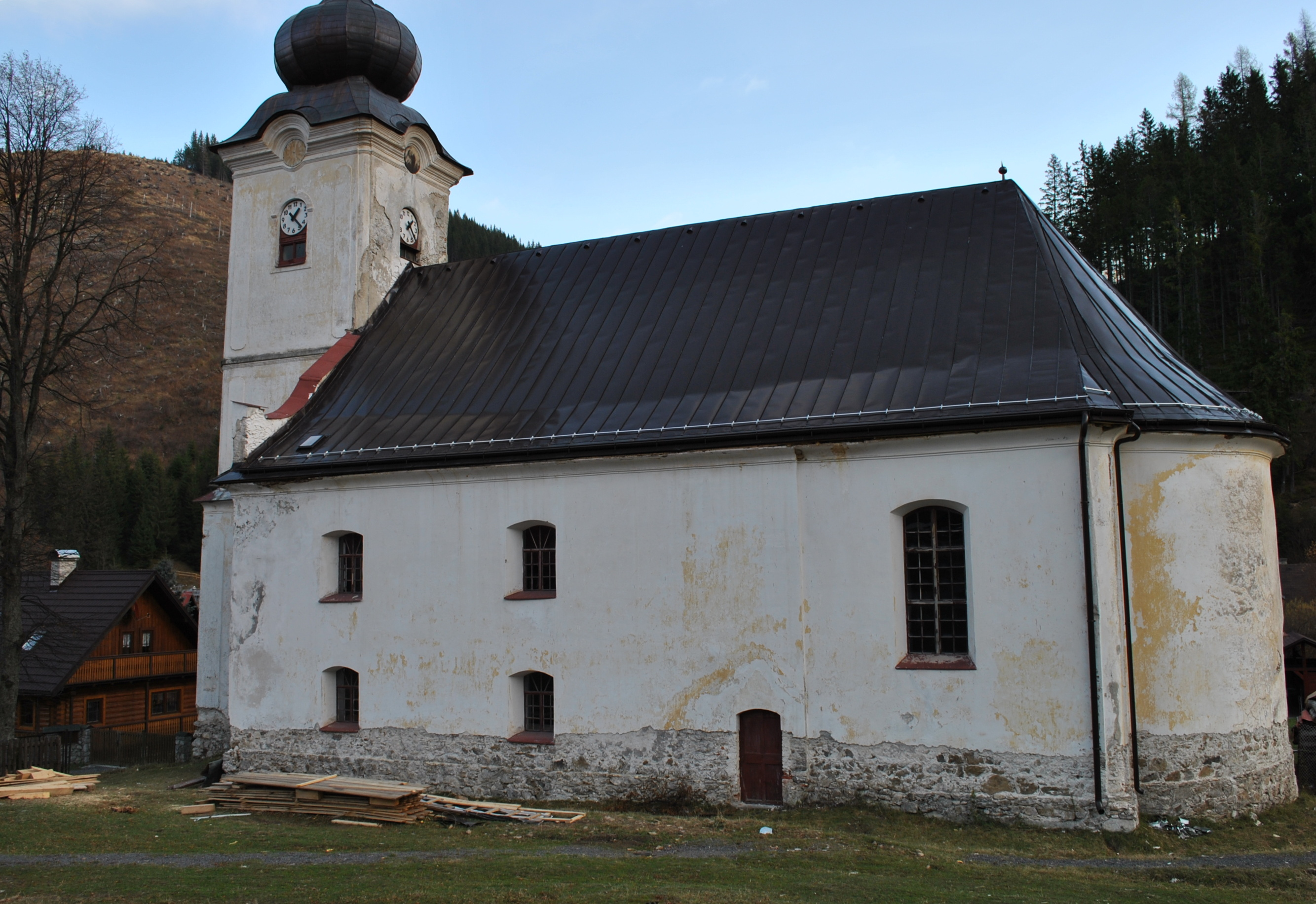
Evangelische Kirche

Die Geschichte von Vyšná Boca ist eng mit jener von Nižná Boca verbunden. Erste Erwähnungen stammen aus dem Jahr 1285, doch eine dauerhafte Siedlung entstand erst im 16. Jahrhundert. Gefördert wurden vor allem Gold, Silber, Kupfer und Eisenerz. 1552 wurde der Ort Sitz eines Bergbaugerichts. 1784 hatte die Ortschaft 61 Häuser und 373 Einwohner. Nach dem Niedergang des Bergbaus im späten 19. Jahrhunderts wanderten viele Einwohner aus, andere waren als Viehhalter sowie als Arbeiter in ausländischen Bergwerken beschäftigt.
Bis 1918 gehörte der im Komitat Liptau liegende Ort zum Königreich Ungarn und kam danach zur Tschechoslowakei und schließlich zur Slowakei.

## Bevölkerung
| Jahr                | 1994 | 2004    | 2014    | 2024     |
| ------------------- | ---- | ------- | ------- | -------- |
| Anzahl der Personen | 107  | 108     | 109     | 93       |
| Unterschied         |      | +0,93 % | +0,92 % | −14,67 % |

| Jahr                | 2023 | 2024    |
| ------------------- | ---- | ------- |
| Anzahl der Personen | 94   | 93      |
| Unterschied         |      | −1,06 % |

Nach der Volkszählung 2011 wohnten in Nižná Boca 119 Einwohner, davon 108 Slowaken. 11 Einwohner machten keine Angabe zur Ethnie.
53 Einwohner bekannten sich zur Evangelischen Kirche A. B., 32 Einwohner zur römisch-katholischen Kirche, drei Einwohner zur griechisch-katholischen Kirche sowie jeweils ein Einwohner zur altkatholischen Kirche, zur evangelisch-methodistischen Kirche und zur orthodoxen Kirche. 16 Einwohner waren konfessionslos und bei 12 Einwohnern wurde die Konfession nicht ermittelt.

## Bauwerke
- evangelische Kirche im klassizistischen Stil aus dem Jahr 1785
- Bergbau-Blockhäuser aus den 18. und 19. Jahrhunderten. In einem dem Häuser ist eine kleine Ausstellung der traditionellen Lebensweise einer Bergbaufamilie mit ursprünglicher Ausstattung untergebracht. Diese ist als Exposition des Liptauer Museums in Ružomberok in Betrieb.

## Tourismus
Vyšná Boca ist auch ein Skiort, mit dem Skizentrum Bačova Roveň direkt im Ort sowie Skizentren Čertovica und STIV Čertovica etwa drei Kilometer oberhalb des Ortes. Neben Skiabfahrten werden auch Loipen präpariert.

## Verkehr
Durch den Ortsrand von Vyšná Boca verläuft die Straße 1. Ordnung 72 von Kráľova Lehota nach Podbrezová über den Sattel Čertovica.